# Gerónimo Rulli
Gerónimo Rulli (phát âm tiếng Tây Ban Nha: [xeˈɾonimo ˈruli];  sinh ngày 20 tháng 5 năm 1992) là một cầu thủ bóng đá chuyên nghiệp người Argentina hiện đang thi đấu ở vị trí thủ môn cho câu lạc bộ Ligue 1 Marseille và đội tuyển bóng đá quốc gia Argentina.